# Кючюкчекмедже
Кючюкчекмедже (на турски: Küçükçekmece) или понякога Малко чекмедже е община и околия на град Истанбул, Турция. Разположена е в Европейската част на Турция, срещу Мраморно море. Общата ѝ площ е 37,75 км2. Според данни на Адресната система за регистриране на населението (ABPRS) към 2024 г. населението на Кючюкчекмедже е 792 030 жители.

## История
Към османското общо преброяване от 1881/82 и 1893 г. съществува каза Кючюкчокмедже (наричана още тогава Рагион от османците), която има население от 17 975 души, състоящо се от 10 945 гърци, 5340 мюсюлмани, 1396 арменци, 61 католици, 31 латини, 15 българи и 187 чуждестранни граждани през 1800 г. и населението не вижда значителна промяна до началото и средата на 1900 г.

## Квартали
В околия Кючюкчекмедже има 21 квартала:
- „Атакент“ (Atakent)
- „Ататюрк“ (Atatürk)
- „Бешьол“ (Beşyol)
- „Гюлтепе“ (Gültepe)
- „Дженет“ (Cennet)
- „Джумхюриет“ (Cumhuriyet)
- „Иньоню“ (İnönü)
- „Йени махала“ (Yeni Mahalle)
- „Йешилова“ (Yeşilova)
- „Канаря“ (Kanarya)
- „Карталтепе“ (Kartaltepe)
- „Кемалпаша“ (Kemalpaşa)
- „Мехмет Акиф“ (Mehmet Akif)
- „Станция“ (İstasyon)
- „Султан Мурат“ (Sultan Murat)
- „Сьогютлю Чешме“ (Söğütlü Çeşme)
- „Тефикбей“ (Tevfikbey)
- „Фатих“ (Fatih)
- „Февзи Чакмак“ (Fevzi Çakmak)
- „Център Халкалъ“ (Halkalı Merkez)
- „Яръмбургаз“ (Yarımburgaz)

## Политика
Кметове на община Кючюкчекмедже:
| Година | Име                   | Партия | Партия                                 | Изб. акт. |
| ------ | --------------------- | ------ | -------------------------------------- | --------- |
| 1989   | Ертугрул Тъгай        |        | Sosyaldemokrat Halkçı Parti            | 31,78%    |
| 1994   | Нуретин Шен           |        | Демократична лява партия               | 32,73%    |
| 1999   | Файк Халидун Йозбатур | 29,21% | Демократична лява партия               |           |
| 2004   | Азиз Йеняй            |        | Партия на справедливостта и развитието | 50,02%    |
| 2009   | Азиз Йеняй            | 46,90% | Партия на справедливостта и развитието |           |
| 2014   | Темел Карадениз       | 42,00% | Партия на справедливостта и развитието |           |
| 2019   | Кемал Чеби            |        | Републиканска народна партия           | 50,97%    |
| 2024   | Кемал Чеби            | 50,20% | Републиканска народна партия           |           |

## Побратимени градове
- Лозница, България